# Liste der Stolpersteine in Hamburg-Lemsahl-Mellingstedt
Die Liste der Stolpersteine in Lemsahl-Mellingstedt enthält alle Stolpersteine, die im Rahmen des gleichnamigen Kunst-Projekts von Gunter Demnig in Hamburg-Lemsahl-Mellingstedt verlegt wurden. Mit ihnen soll Opfern des Nationalsozialismus gedacht werden, die in Hamburg-Lemsahl-Mellingstedt lebten und wirkten.
Diese Seite ist Teil der Liste der Stolpersteine in Hamburg, da diese mit insgesamt 7139 (Stand: März 2025) Steinen zu groß würde und deshalb je Stadtteil, in dem Steine verlegt wurden, eine eigene Seite angelegt wurde.
| Adresse          | Person(en)                    | Inschrift                                                                                                 | Bilder                                                 | Anmerkung                            |
| ---------------- | ----------------------------- | --- | ------------------------------------------------------ | ------------------------------------ |
| Treudelberg 75 · | Bernhard Heinemann            | Hier wohnte Bernhard Heinemann Jg. 1862 deportiert 1942 Theresienstadt ermordet 20.3.1943                 | Stolperstein von Bernhard Heinemann in Hamburg-Lemsahl | Eintrag auf stolpersteine-hamburg.de |
| Treudelberg 75 · | Elise Heinemann geb. Lippmann | Hier wohnte Elise Heinemann geb. Lippmann Jg. 1875 deportiert 1942 Theresienstadt 1944 Auschwitz ermordet | Stolperstein von Elise Heinemann in Hamburg-Lemsahl    | Eintrag auf stolpersteine-hamburg.de |